# Passerina paludosa
Passerina paludosa är en tibastväxtart som beskrevs av Thoday. Passerina paludosa ingår i släktet Passerina och familjen tibastväxter. Inga underarter finns listade i Catalogue of Life.